# Амигаса (оружие)
Амигаса (шляпа крестьянина) — тайное клинковое оружие, замаскированное под соломенный головной убор конической формы с широкими полями. Поля не только маскировали сам факт наличия оружия, но и позволяли скрывать лицо от нежелательных взглядов. Амигасу получило популярность как в Китае, так и в Японии.
Шляпа плелась из рисовой соломы, её каркас дополнялся кольцеобразным, остро заточенным лезвием, скрытым под нависающими полями. Лезвие могло проходить вдоль всей внешней окружности, а могло и иметь разрывы на отдельных участках.
Боевая эффективность этого оружия определялась внезапностью своего применения.